# Бонд, Джон
Джон Фре́дерик Бонд (англ. John Frederick Bond; 17 декабря 1932, Dedham, Эссекс — 25 сентября 2012, Манчестер, Северо-Западная Англия) — английский футболист и футбольный тренер, играл на позиции правого защитника. Обладатель Кубка Англии 1964 года в составе «Вест Хэм Юнайтед».

## Биография

### Игровая карьера
В марте 1950 года присоединился к клубу «Вест Хэм Юнайтед». Дебютировал в профессиональном футболе 9 февраля 1952 года в матче Второго дивизиона против «Ковентри Сити» — «Вест Хэм» выиграл матч со счётом 2:1. Бонд со временем стал основным игроком «молотобойцев», закрепив за собой позицию правого защитника, но также принимал активное участие в атакующих действиях.
В 1958 году «Вест Хэм» вышел в Первый дивизион. 23 августа 1958 года в игре против «Портсмута» сыграл первый матч в Первом дивизионе — «Вест Хэм» выиграл матч со счётом 2:1. Бонда также переводили на позицию центрального нападающего. 6 февраля 1960 года в матче против «Челси» оформил первый и единственный хет-трик в карьере — «Вест Хэм» выиграл матч со счётом 4:2. 2 мая 1964 года играл в финале Кубка Англии и помог «Вест Хэму» одержать победу над «Престоном» со счётом 3:2. В мае 1965 года «молотобойцы» в финале Кубка обладателей кубков УЕФА со счётом 2:0 обыграли немецкий «Мюнхен 1860», но Бонд не играл в этом матче из-за травмы. Всего в Первом и Втором дивизионах сыграл за «Вест Хэм» 381 матч и забил 32 гола.
В январе 1966 года перешёл в «Торки Юнайтед», за который играл в течение трёх сезонов и завершил игровую карьеру.

### Тренерская карьера
В течение некоторого времени работал в тренерском штабе «Джиллингема». В 1970 году возглавил «Борнмут», который возглавлял в течение трёх сезонов. В 1973 году возглавил клуб Первого дивизиона «Норвич Сити», но «канарейки» вылетели по итогам сезона 1973/74 во Второй дивизион. Бонд работал с «Норвичем» в течение шести последующих сезонов, вернув в 1975 году клуб в элиту английского футбола и превратив его в стабильного середняка Первого дивизиона.
В октябре 1980 года стал главным тренером «Манчестер Сити» и вывел его в финал Кубка Англии 1981 года, в котором «горожане» встречались с «Тоттенхэм Хотспур». После ничьи 1:1 последовала переигровка, в которой «горожане» проиграли «шпорам» со счётом 3:2. В феврале 1983 года Бонд покинул «Манчестер Сити», который по итогам сезона вылетел во Второй дивизион. Затем Бонд работал главным тренером клубов «Бернли», «Суонси Сити», «Бирмингем Сити» и «Шрусбери Таун».

### Смерть
Скончался 27 сентября 2012 года в Манчестере в возрасте 79 лет.